# 圣马蒂亚什 (尼萨)
圣马蒂亚什是葡萄牙波塔莱格雷区的一个堂区。总面积54.48平方公里，总人口447人，人口密度8.2人/平方公里。